# Sagmatias obliquidens
Il lagenorinco dai denti obliqui (Sagmatias obliquidens (Gill, 1865)) è un cetaceo appartenente alla famiglia dei Delfinidi (Delphinidae) che abita le acque fredde e temperate dell'oceano Pacifico settentrionale.

## Tassonomia
Il lagenorinco dai denti obliqui è stato descritto da Theodore Gill nel 1865 e la sua località tipo è San Francisco. Somiglia morfologicamente al lagenorinco scuro, specie di dimensioni inferiori che vive nelle regioni meridionali del Pacifico. In passato alcuni ricercatori hanno suggerito che entrambi appartengano ad un'unica specie; diversi studi genetici hanno smentito questa ipotesi, suggerendo che le due specie si siano separate circa due milioni di anni fa.
Nonostante i lagenorinchi scuri e quelli dai denti obliqui vengano tradizionalmente posti nel genere Lagenorhynchus, recenti analisi molecolari indicano che questo genere non sia monofiletico, evidenziando parentele con delfini del genere Cephalorhynchus. È quindi stato proposto di inserire L. obliquidens nel genere Sagmatias Cope, 1866 insieme a L. australis, L. obscurus e L. cruciger.

## Descrizione
Questa specie è di dimensioni medie per un delfino oceanico: pesa fino a 180 kg e misura in genere tra 1,7 e 2,3 m di lunghezza, ma i maschi possono raggiungere i 2,5 m. In media vive tra i 36 e i 40 anni, raggiungendo la maturità sessuale a 11. Presenta un corpo piuttosto tozzo, con rostro breve e non nettamente separato dal melone; i denti sono conici e tra 23 e 32 paia.
La colorazione del lagenorinco dai denti obliqui ha tre tonalità: bianco, grigio chiaro e grigio scuro. Il mento, la gola e il ventre sono bianco cremoso; il rostro, le pinne pettorali e il dorso sono scuri, mentre la pinna dorsale è bicolore, scura anteriormente e chiara posteriormente. Una striscia grigia chiara corre da sopra l'occhio fino a sotto la pinna dorsale, dove si inspessisce fino alla coda; questa striscia ha una caratteristica forma "a bretelle". Un'area dello stesso colore si estende sulla testa e sui fianchi dalla base del rostro a circa metà del corpo, senza raggiungere il dorso. Gli occhi sono circondati da un anello scuro.
Le due specie con cui questo cetaceo potrebbe essere più facilmente confuso a causa dell'aspetto simile sono il lagenorinco australe, dal quale si distingue grazie alla pinna dorsale nettamente bicolore, e il più piccolo lagenorinco scuro; non ha però sovrapposizioni di areale con nessuno di due.

## Biologia

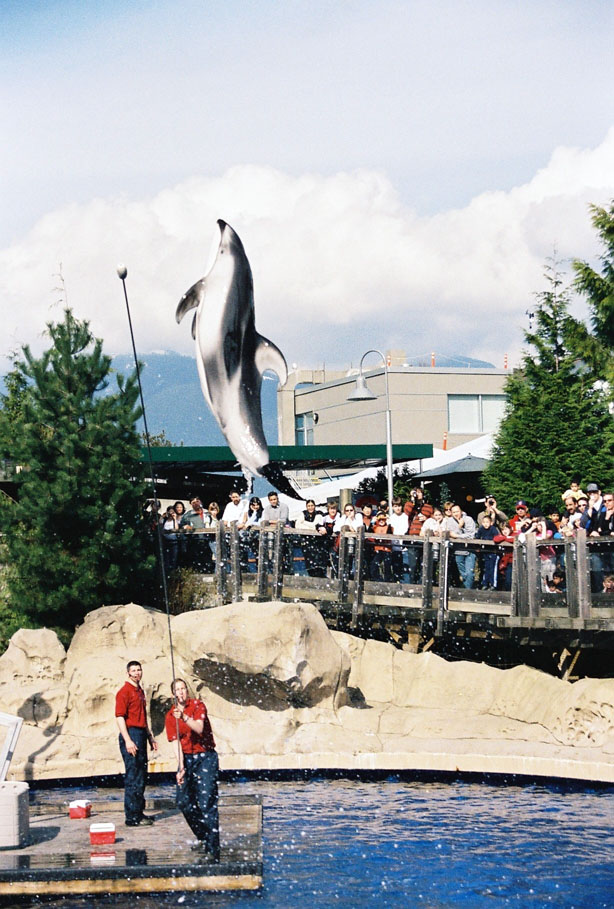
Un lagenorinco dai denti obliqui salta in alto durante un'esibizione all'acquario di Vancouver.

### Comportamento
Il lagenorinco dai denti obliqui è un delfino gregario e molto attivo che si avvicina facilmente alle imbarcazioni. Può essere frequentemente osservato mentre salta sia parallelo alla superficie sia all'indietro, col ventre girato in alto. Forma gruppi di circa 10-100 esemplari, ma sono stati registrati anche supergruppi di 1000 individui; spesso si unisce ad altre specie di mammiferi marini che vivono nel Pacifico settentrionale, come il grampo, il lissodelfino boreale e anche le otarie della California.
La comunicazione intraspecifica avviene prevalentemente tramite click invece di fischi.

### Alimentazione
Si nutre principalmente di piccoli pesci pelagici che formano banchi come aringhe e acciughe; tra le prede comuni ci sono sia pesci epipelagici come i lucci sauro sia pesci abissali come i pesci lanterna, predati in genere durante la notte. Il lagenorinco dai denti obliqui può nutrirsi anche di cefalopodi (come Doryteuthis opalescens), gadidi e salmonidi.

### Riproduzione
Il lagenorinco dai denti obliqui si accoppia a fine estate e la gestazione dura circa un anno. Alla nascita, i piccoli misurano 1 m o poco più e pesano intorno a 15 kg. In genere tra un parto e l'altro trascorrono tre anni.

## Distribuzione e habitat
L'areale del lagenorinco dai denti obliqui si estende nelle acque fredde e temperate del Pacifico settentrionale. Non sono noti avvistamenti più a sud della penisola della Baja California ad est e del mar Cinese Orientale ad ovest; le segnalazioni provenienti dal golfo del Tonchino sono probabilmente dovute a errori di identificazione. Alcune popolazioni vivono anche nel mar del Giappone e nel mare di Okhotsk. Nelle regioni settentrionali dell'areale alcuni individui sono stati trovati nel mare di Bering. Questi delfini sembrano seguire un comportamento migratorio - sul lato orientale sono più abbondanti al largo delle coste della California in inverno, ma più a nord (Oregon, Washington) in estate. Durante tutto l'anno vivono al di sopra della piattaforma e scarpata continentale, fino a 185 km dalla costa.
Stime ormai datate (del 1990) indicavano una popolazione totale di circa 1 milione di individui. A causa della tendenza dei lagenorinchi dai denti obliqui di avvicinarsi alle imbarcazioni anche da lontano, è più difficile del solito ottenere stime precise tramite la campionatura.

## Conservazione
Fino alla moratoria delle Nazioni Unite sulle reti da posta derivanti del 1993, le catture accidentali di lagenorinco dai denti obliqui nella pesca d'alto mare di calamari e salmoni sono state molto comuni: è stimato che tra il 1970 e il 1980 siano stati uccisi intorno a 100 000 esemplari. Le catture odierne, per lo più dovute alla pesca al pesce spada e allo squalo volpe, sono molto più rare e ridotte rispetto all'abbondanza della specie, quindi la lista rossa IUCN classifica il lagenorinco dai denti obliqui come "a rischio minimo" (LC). È comunque un cetaceo sensibile all'inquinamento ed è stato osservato un declino del 22% nella popolazione del golfo di California, la parte più a sud nel suo areale, che potrebbe essere correlato al cambiamento climatico.
Il lagenorinco dai denti obliqui è inserito nell'appendice II della CITES e non è specie target di nessuna attività di pesca. Sebbene non comune quanto il tursiope, anche questa specie riveste una parte importante negli spettacoli dei parchi marini a tema.